# The New Order
The New Order (с англ. — «Новый порядок») — второй студийный альбом американской трэш-метал-группы Testament, выпущенный 5 мая 1988 года.
Алекс Сколник рассказывает о процессе записи альбома в интервью Metal Injection в 2013 году: «Мы едва закончили наши первые два тура по этому циклу первого альбома, когда нам сообщили, что скоро мы должны выпустить еще один альбом! […] Мы были в каком-то роде напуганы, потому что нам никогда не приходилось придумывать музыку на лету. […] К тому времени, когда мы, наконец, записали альбом, мы пренебрегли рассмотрением нашего контракта. Фактически, в нашем контракте было записано, что минимум — 40 минут музыки, а у нас было меньше! […] Наш альбом был незамедлительно отправлен назад… мы добавили кавер Aerosmith, мы добавили эти маленькие инструментальные песни, мы расширили пару секций… все это было сделано, чтобы мы не нарушали контракт.»
The New Order продолжил линию своего предшественника, без каких-либо экспериментов в стиле, хотя достиг ещё большей популярности среди слушателей. Фактически альбом был прорывом для группы в трэш-металический мейнстрим. На песню «Trial by Fire» был выпущен сингл и музыкальное видео (а также клип был выпущен на «Nobody’s Fault», кавер Aerosmith). Альбом отметился первым для группы попаданием в американские чарты Billboard 200, попав в них под номером 136. Также это был первый альбом для группы с инструментальными треками. Альбом содержит много песен, которые группа и до сих пор играет на концертах: «The Preacher», «Trial by Fire», «Into the Pit», «The New Order» и «Disciples of the Watch». Последние три — наиболее часто исполняемые на концертах, исполнялись уже около 600 раз, а «Into the Pit» — самая часто исполняемая.
В июне 2024 года было объявлено, что The Legacy, дебютный альбом группы, и The New Order подвергнутся ремастерингу и будут выпущены 12 июля 2024 года.

## Реакция
Отзывы на The New Order были в основном положительные. Алекс Хендерсон из Allmusic наградил альбом четырьмя с половиной звездами из пяти. В обзоре он утверждает, что Testament «предложили лучшее предложение из всех» и описывает его как «каждый бит столь же брутально мощный, как The Legacy». Он также назвал альбом «идеальным выбором».
The New Order вошел в чарты альбомов Billboard 200 в августе 1988 года, через три месяца после его выпуска. Альбом достиг 136 позиции и продержался в чартах 13 недель, самое долгое нахождение в чартах для Testament. К 1990 году альбом продался тиражом в 250 000 копий только в США. В августе 2014 года журнал Revolver поместил альбом в список «14 трэш-альбомов, которые вам нужно иметь».

## Тур в поддержку альбома
Testament гастролировала в поддержку альбома три месяца — в Европе с другими трэш-группами Megadeth, Sanctuary, Flotsam and Jetsam и Nuclear Assault, в США летом с поддержкой Vio-Lence, Forbidden, Voivod, Sanctuary, Destruction, Overkill, Nuclear Assault, Carnivore, Death Angel, Atheist и Potential Threat. Затем в августе они снова гастролировали по Европе, заменив Megadeth на фестивале Monsters of Rock. После двух выступлений в Сан-Франциско в декабре 1988 года и одного шоу с Heathen в Country Club в Реседе (Лос-Анджелес) в январе 1989 года Testament начали работу над своим третьим студийным альбомом Practice What You Preach.

## Список композиций
| №   | Название                                 | Текст песни                             | Музыка               | Длительность |
| --- | ---------------------------------------- | --------------------------------------- | -------------------- | ------------ |
| 1.  | «Eerie Inhabitants»                      | Алекс Сколник, Чак Билли, Эрик Питерсон | Питерсон, Сколник    | 5:06         |
| 2.  | «The New Order»                          | Сколник, Питерсон                       | Сколник, Питерсон    | 4:25         |
| 3.  | «Trial by Fire»                          | Билли, Сколник, Питерсон                | Сколник, Питерсон    | 4:14         |
| 4.  | «Into the Pit»                           | Билли, Сколник, Питерсон                | Сколник, Питерсон    | 2:46         |
| 5.  | «Hypnosis» (Instrumental)                |                                         | Сколник, Питерсон    | 2:04         |
| 6.  | «Disciples of the Watch»                 | Билли                                   | Сколник, Питерсон    | 5:05         |
| 7.  | «The Preacher»                           | Билли, Сколник                          | Сколник, Питерсон    | 3:37         |
| 8.  | «Nobody's Fault» (Aerosmith cover)       | Стивен Тайлер                           | Тайлер, Брэд Уитфорд | 3:57         |
| 9.  | «A Day of Reckoning»                     | Билли                                   | Сколник, Питерсон    | 4:00         |
| 10. | «Musical Death (A Dirge)» (Instrumental) |                                         | Сколник, Питерсон    | 4:05         |

## Участники записи
- Чак Билли — вокал
- Алекс Сколник — соло-гитара
- Эрик Питерсон — ритм-гитара, второе гитарное соло в треке 10, концепция обложки
- Грег Кристиан — бас-гитара
- Луи Клементе — ударные

Производство
- Том Койн — мастеринг
- Роберт Хантер — помощник аудиоинженера
- Алекс Периэлас — продюсер, аудиоинженер, сведение
- Джон Зазула — исполнительный продюсер
- Марша Зазула — исполнительный продюсер
- Энди Мейн — фотография
- Уильям Бенсон — обложка

## Позиции в чартах
| Чарт (1988)                      | Высшая позиция |
| -------------------------------- | -------------- |
| США (Billboard 200)              | 136            |
| Германия (Offizielle Top 100)    | 49             |
| Великобритания (UK Albums Chart) | 81             |